# 27660 Вотервейюні
27660 Вотервейюні (27660 Waterwayuni) — астероїд головного поясу, відкритий 2 жовтня 1978 року.
Тіссеранів параметр щодо Юпітера — 3,277.